# Nephodia subfuligata
Nephodia subfuligata là một loài bướm đêm trong họ Geometridae.